# ألفونس آلي
ألفونس آلي (بالفرنسية: Alphonse Amadou Alley)‏ (و. 1930 – 1987 م) هو سياسي من بنين .

## روابط خارجية
- ألفونس آلي على موقع مونزينجر (الألمانية)